# Jenny Galloway
Jenny Galloway (1959) è una cantante e attrice britannica, nota soprattutto come interprete di musical.

## Biografia
Ha fatto il suo debutto sulle scene londinesi nel musical di Stephen Schwartz Godspell (1981), seguito da Jean Seberg (1983) e The Boys from Syracuse per la regia di Judi Dench, per cui vinse il Laurence Olivier Award alla miglior performance in un ruolo non protagonista in un musical nel 1992. Nel 1993 interpreta per la prima volta Madame Thénardier nel musical Les Misérables al Palace Theatre di Londra; il ruolo si rivelò uno dei più apprezzati della Galloway, che tornò a ricoprire la parte nel concerto per il decimo anniversario del musical (1995), a Broadway in occasione del primo revival (2006) e per il concerto per il venticinquesimo anniversario (2010).
Nel 1994 interpreta la vedova Conrey in Oliver! al London Palladium, accanto al Fagin di Jonathan Pryce; nel 1996 è in Nine alla Donmar Warehouse, mentre nel 1999 interpreta Rosie nella prima produzione di Mamma Mia!, per cui vince il suo secondo Laurence Olivier Award alla miglior performance in un ruolo non protagonista in un musical. Nel 2004 è Mrs Brill in Mary Poppins, un ruolo che tornò a coprire nel 2009 a Broadway. Tra gli altri, numerosi, crediti si ricordano: My One and Only (2003, candidata al Laurence Olivier Award alla miglior performance in un ruolo non protagonista in un musical), Sweeney Todd (Derby Playhouse, 2004), Show Boat (2006), The Music Man (Chichester, 2008) e My Fair Lady (Parigi, 2010).
Molto attiva anche nel campo del teatro di prosa, Jenny Galloway è un'apprezzata interprete shakespeariana e tra i suoi ruoli si ricordano quelli ricoperti in Coriolano, Il racconto di Inverno, Cimbelino e La Tempesta per la regia di Peter Hall al Royal National Theatre (1984-1993), oltre ad interpretare l'opera di altri celebri drammaturghi come Lorca (Yerma), Euripide (Medea, Elettra), Eugene O'Neill (Anna Christie), Noel Coward (Hay Fever) e Alan Bennett (Forty Years On).

## Filmografia parziale

### Cinema
- Little Dorrit, regia di Christine Edzard (1988)
- Frankenstein di Mary Shelley (Mary Shelley's Frankenstein), regia di Kenneth Branagh (1994)
- Creature selvagge (Fierce Creatures), regia di Fred Schepisi e Robert Young (1997)
- About a Boy - Un ragazzo (About a Boy), regia di Paul Weitz e Chris Weitz (2002)
- Johnny English, regia di Peter Howitt (2003)
- London Road, regia di Rufus Norris (2015)
- Mistero a Crooked House (Crooked House), regia di Gilles Paquet-Brenner (2017)
- Mamma Mia! Ci risiamo (Mamma Mia! Here We Go Again), regia di Ol Parker (2018)
- Alice e Peter (Come Away), regia di Brenda Chapman (2020)
- Cattiverie a domicilio (Wicked Little Letter), regia di Thea Sharrock (2023)

### Televisione
- Within These Walls - serie TV, 1 episodio (1976)
- Metropolitan Police - serie TV, 4 episodi (1992-1996)
- Casualty - serie TV, 2 episodi (1993-2002)
- Carlo II - Il potere e la passione - serie TV, 1 episodi (2003)
- Holby City - serie TV, 1 episodio (2007-2013)
- Miss Marple - serie TV,1 episodio (2010)
- Doctors - serie TV, 3 episodi (2010-2023)
- Appunti di un giovane medico - serie TV, 1 episodio (2012)
- Padre Brown - serie TV, 1 episodio (2013)
- Hank Zipzer - Fuori dalle righe - serie TV, 2 episodi (2015)
- The Coroner - serie TV, 1 episodio (2015)
- Fleabag - serie TV, 1 episodio (2016)
- Testimoni silenziosi - serie TV, 2 episodi (2018)
- Good Omens - miniserie TV, 1 episodio (2019)
- Liar - L'amore bugiardo - serie TV, 2 episodi (2020)
- La regina degli scacchi - serie TV, 1 episodio (2020)

## Teatro (parziale)
- Pene d'amor perdute, di William Shakespeare, regia di Nat Brenner. Little Theatre di Bristol (1970)
- I viaggi di Gulliver, da Jonathan Swift, regia di Howard Davies. New Vic di Bristol (1973)
- Spirito allegro, di Noël Coward, regia di Bill Alexander. Little Theatre di Bristol (1974)
- Un ispettore in casa Birling, di J. B. Priestley, regia di Denis Carey. Little Theatre di Bristol (1975)
- Il cadetto Winslow, di Terence Rattigan, regia di Patrick Lau. Little Theatre di Bristol (1976)
- Un uomo è un uomo, di Bertolt Brecht, regia di Adrian Noble. Little Theatre di Bristol (1977)
- Piaf, di Pam Gems, regia di Michael Batz. New Vic di Bristol (1980)
- Godspell, libretto di John Michael Tebelak, colonna sonora di Stephen Schwartz, regia di Stuart Mungall. Young Vic di Londra (1981)
- Morte accidentale di un anarchico, di Dario Fo, regia di Caroline Raphael. New Vic di Bristol (1981)
- La fattoria degli animali, da George Orwell, regia di Stuart Hopps. National Theatre di Londra (1984)
- Coriolano, di William Shakespeare, regia di Peter Hall. National Theatre di Londra (1984)
- Yerma, di Federico García Lorca, regia di Di Trevis. National Theatre di Londra (1987)
- Cimbelino, di William Shakespeare, regia di Peter Hall. National Theatre di Londra (1988)
- La tempesta, di William Shakespeare, regia di Peter Hall. National Theatre di Londra (1988)
- Il racconto d'inverno, di William Shakespeare, regia di Peter Hall. National Theatre di Londra (1988)
- Sogno di una notte di mezza estate, di William Shakespeare, regia di Ian Talbot. Regent's Park Open Air Theatre di Londra (1991)
- The Boys from Syracuse, libretto di George Abbott, colonna sonora di Richard Rodgers, regia di Judi Dench. Regent's Park Open Air Theatre di Londra (1991)
- Les Misérables, colonna sonora di Claude-Michel Schönberg, libretto di Alain Boublil e Herbert Kretzmer, regia di Trevor Nunn e John Caird. Palace Theatre di Londra (1995)
- Oliver!, libretto e colonna sonora di Lionel Bart, regia di Sam Mendes. London Palladium di Londra (1994)
- Les Misérables, libretto di Alain Boublil e Herbert Kretzmer, musiche di Claude-Michel Schönberg, regia di John Caird. Royal Albert Hall di Londra (1995)
- Romeo e Giulietta, di William Shakespeare, regia di Zoe Saton e Henry Burke.  Norwhich Theatre di Londra (1996)
- Nine, libretto di Arthur Kopit, musiche e parole di Maury Yeston, regia di David Leveaux. Donmar Warehouse di Londra (1996)
- La persecuzione e l'assassinio di Jean-Paul Marat, di Peter Weiss, regia di Jeremy Sams. National Theatre di Londra (1997)
- Elettra, di Sofocle, regia di David Leveaux. Donmar Warehouse di Londra, Theatre Royal di Bath (1997)
- How I Learned to Drive, di Paul Vogel, regia di John Crowley. Donmar Warehouse di Londra (1998)
- Mamma Mia!, libretto di Catherine Johnson, colonna sonora di Benny Andersson e Björn Ulvaeus, regia di Phyllida Lloyd. Prince of Wales Theatre di Londra (1999)
- Medea, di Euripide, regia di Deborah Warner. Queen's Theatre di Londra (2001)
- Sweeney Todd: The Demon Barber of Fleet Street, libretto di Hugh Wheeler, colonna sonora di Stephen Sondheim, regia di Stephen Edwards. Derby Playhouse di Derby (2004)
- Mary Poppins, musiche e libretto di Richard M. Sherman, Robert B. Sherman, Anthony Drewe, regia di Richard Eyre. Prince Edward Theatre di Londra (2004)
- Show Boat, libretto di Oscar Hammerstein II, colonna sonora di Lorenz Hart, regia di Francesca Zambello. Royal Albert Hall di Londra (2006)
- Enrico V, di William Shakespeare, regia di Jonathan Muby. Royal Exchange di Manchester (2007)
- Les Misérables, colonna sonora di Claude-Michel Schönberg, libretto di Alain Boublil e Herbert Kretzmer, regia di Trevor Nunn e John Caird. Broadhurst Theatre di Broadway (2007)
- Mary Poppins, musiche e libretto di Richard M. Sherman, Robert B. Sherman, Anthony Drewe, regia di Richard Eyre. New Amsterdam Theatre di Broadway (2007)
- The Music Man, libretto e colonna sonora di Meredith Willson, regia di Rachel Kavenagh. Theatre Festival di Chichester (2008)
- Madame de Sade, di Yukio Mishima, regia di Michael Grandage. Wyndham's Theatre di Londra (2009)
- Les Misérables, colonna sonora di Claude-Michel Schönberg, libretto di Alain Boublil e Herbert Kretzmer, regia di Laurence Connor. The O2 Arena di Londra (2010)
- My Fair Lady, libretto di Alan Jay Lerner, colonna sonora di Frederick Loewe, regia di Robert Carsen. Théâtre du Châtelet di Parigi (2010)
- After the Dance, di Terence Rattigan, regia di Thea Sharrock. National Theatre di Londra (2010)
- Anna Christie, di Eugene O'Neill, regia di Rob Ashford. Donmar Warehouse di Londra (2011)
- My Fair Lady, libretto di Alan Jay Lerner, colonna sonora di Frederick Loewe, regia di Shaun Kerrison. Royal Albert Hall di Londra (2012)
- Mr. Foote's Other Leg, di Ian Kelly, regia di Richard Eyre. Hampstead Theatre e Haymarket Theatre di Londra (2015)
- Forty Years On, di Alan Bennett, regia di Daniel Evans. Theatre Festival di Chichester (2017)
- Absolute Hell, di Rodney Ackland, regia di Joe Hill-Gibbins. National Theatre di Londra (2018)
- The Starry Messenger, di Kenneth Lonergan, regia di Sam Yates. Wyndham's Theatre di Londra (2019)
- The Welkin, di Lucy Kirkwood, regia di James Macdonald. National Theatre di Londra (2020)

## Riconoscimenti
- Premio Laurence Olivier
  - 1992 – Miglior performance in un ruolo non protagonista in un musical per The Boys from Syracuse
  - 2000 – Miglior performance in un ruolo non protagonista in un musical per Mamma Mia!
  - 2003 – Candidatura per la miglior performance in un ruolo non protagonista in un musical per My One and Only

## Doppiatrici
- Aurora Cancian in Mistero a Crooked House